# Helga Masthoff
Helga Niessen Masthoff (Essen, Alemanya Occidental, 11 de novembre de 1941) fou una tennista professional de l'Alemanya Occidental. El seu resultat més destacat fou disputar la final de Grand Slam del Roland Garros tan individualment (1970) com de dobles femenins (1976) amb Kathleen Harter com a parella. Va formar part de l'equip de Copa Federació de l'Alemanya Occidental en multitud ocasions, amb un registre de 38 victòries per 18 derrotes.
Va participar en els Jocs Olímpics de Ciutat de Mèxic (1968) en l'esdeveniment de tennis, que fou esport de demostració, guanyant la medalla d'or en categoria individual i de dobles junt a Edda Buding, i també la d'argent en dobles mixts amb Jürgen Faßbender.

## Torneigs de Grand Slam

### Individual: 1 (0−1)
| Resultat  | Núm. | Any  | Torneig       | Oponent en la final | Marcador |
| --------- | ---- | ---- | ------------- | ------------------- | -------- |
| Finalista | 1.   | 1970 | Roland Garros | Margaret Court      | 2−6, 4−6 |

### Dobles: 1 (0−1)
| Resultat  | Núm. | Any  | Torneig       | Parella         | Oponents en la final             | Marcador      |
| --------- | ---- | ---- | ------------- | --------------- | -------------------------------- | ------------- |
| Finalista | 1.   | 1976 | Roland Garros | Kathleen Harter | Gail Sherriff Fiorella Bonicelli | 4−6, 6−1, 3−6 |

## Palmarès: 21 (12−9−0)

### Individual: 24 (12−12)
| Títols per superfície |
| --------------------- |
| Dura (0−0)            |
| Gespa (1−2)           |
| Terra batuda (11−9)   |

| Resultat   | Núm. | Data                  | Torneig                         | Superfície   | Oponent             | Marcador      |
| ---------- | ---- | --------------------- | ------------------------------- | ------------ | ------------------- | ------------- |
| Guanyadora | 1.   | 10 d'agost de 1966    | Múnic, Alemanya Occidental      | Terra batuda | Helga Schultze      |               |
| Finalista  | 1.   | 4 d'agost de 1969     | Hamburg, Alemanya Occidental    | Terra batuda | Judy Tegart         | 3−6, 4−6      |
| Finalista  | 2.   | 26 de maig de 1970    | Roland Garros, França           | Terra batuda | Margaret Court      | 2−6, 4−6      |
| Finalista  | 3.   | 10 d'agost de 1970    | Hamburg (2)                     | Terra batuda | Helga Schultze      | 3−6, 3−6      |
| Guanyadora | 2.   | 25 d'agost de 1970    | Kitzbühel, Àustria              | Terra batuda | Evonne Goolagong    | 7−5, 6−3      |
| Finalista  | 4.   | 3 de maig de 1971     | Roma, Itàlia                    | Terra batuda | Virginia Wade       | 4−6, 4−6      |
| Finalista  | 5.   | 17 de maig de 1971    | Hamburg (3)                     | Terra batuda | Billie Jean King    | 3−6, 4−6      |
| Guanyadora | 3.   | 5 de juliol de 1971   | Båstad, Suècia                  | Terra batuda | Ingrid Löfdahl      | 4−6, 6−1, 6−3 |
| Guanyadora | 4.   | 28 de juliol de 1971  | Venècia, Itàlia                 | Terra batuda | Rosie Casals        | 3−6, 6−4, 6−3 |
| Guanyadora | 5.   | 5 de juny de 1972     | Hamburg                         | Terra batuda | Linda Tuero         | 6−3, 3−6, 8−6 |
| Finalista  | 6.   | 8 de maig de 1972     | Bournemouth, Regne Unit         | Terra batuda | Evonne Goolagong    | 0−6, 4−6      |
| Guanyadora | 6.   | 11 de juny de 1973    | Hamburg (2)                     | Terra batuda | Pat Pretorius       | 6−4, 6−1      |
| Guanyadora | 7.   | 9 de juliol de 1973   | Düsseldorf, Alemanya Occidental | Terra batuda | Evonne Goolagong    | 6−4, 6−4      |
| Finalista  | 7.   | 16 de juliol de 1973  | Hilversum, Països Baixos        | Terra batuda | Betty Stöve         | 5−7, 2−6      |
| Finalista  | 8.   | 20 d'agost de 1973    | Toronto, Canadà                 | Terra batuda | Evonne Goolagong    | 6−7(2), 4−6   |
| Finalista  | 9.   | 5 d'octubre de 1973   | Tòquio, Japó                    |              | Evonne Goolagong    | 6−7, 3−6      |
| Guanyadora | 8.   | 20 de maig de 1974    | Hamburg (3)                     | Terra batuda | Martina Navrátilová | 6−4, 5−7, 6−3 |
| Guanyadora | 9.   | 7 d'octubre de 1974   | Madrid, Espanya                 | Terra batuda | Tine Zwaan          | 6−2, 6−4      |
| Finalista  | 10.  | 7 de juliol de 1975   | Båstad                          | Terra batuda | Sue Barker          | 4−6, 0−6      |
| Finalista  | 11.  | 1 de desembre de 1975 | Adelaida                        | Gespa        | Sue Barker          | 2−6, 1−6      |
| Guanyadora | 10.  | 8 de desembre de 1975 | Perth, Austràlia                | Gespa        | Lesley Turner       | 6−2, 3−6, 6−4 |
| Finalista  | 12.  | 5 de gener de 1976    | Auckland, Nova Zelanda          | Gespa        | Sue Barker          |               |
| Guanyadora | 11.  | 10 de maig de 1976    | Bournemouth                     | Terra batuda | Sue Barker          | 5−7, 6−3, 6−2 |
| Guanyadora | 12.  | 12 d'abril de 1977    | Montecarlo, Mònaco              | Terra batuda | Fiorella Bonicelli  | 6−4, 6−2      |

### Dobles: 24 (9−15)
| Títols per superfície |
| --------------------- |
| Dura (0−0)            |
| Gespa (0−1)           |
| Terra batuda (9−14)   |

| Resultat   | Núm. | Data                   | Torneig                         | Superfície   | Parella              | Oponents                           | Marcador           |
| ---------- | ---- | ---------------------- | ------------------------------- | ------------ | -------------------- | ---------------------------------- | ------------------ |
| Finalista  | 1.   | 4 de juliol de 1966    | Düsseldorf, Alemanya Occidental | Terra batuda | Heide Schildknecht   | Glenda Swan Pat Walkden            | 4−6, 3−6           |
| Finalista  | 2.   | 10 d'agost de 1966     | Múnic, Alemanya Occidental      | Terra batuda | Heide Schildknecht   | Maria Bueno Margaret Smith         | 4−6, 3−6           |
| Finalista  | 3.   | 28 de maig de 1968     | Berlín, Alemanya Occidental     | Terra batuda | Helga Schultze       | Margaret Smith Court Virginia Wade | 4−6, 3−6           |
| Guanyadora | 1.   | 4 d'agost de 1969      | Hamburg, Alemanya Occidental    | Terra batuda | Judy Tegart          | Edda Buding Helga Schultze         | 6−1, 6−4           |
| Finalista  | 4.   | 13 de juliol de 1970   | Gstaad, Suïssa                  | Terra batuda | Betty Stöve          | Rosie Casals Françoise Dürr        | 2−6, 2−6           |
| Finalista  | 5.   | 27 de juliol de 1970   | Hilversum, Països Baixos        | Terra batuda | Margaret Smith Court | Karen Krantzcke Kerry Melville     | 6−3, 7−9, 5−7      |
| Finalista  | 6.   | 25 d'agost de 1970     | Kitzbühel, Àustria              | Terra batuda | Winnie Shaw          | Brenda Kirk Annette Van Zyl        | 4−6, 7−5, 3−6      |
| Guanyadora | 2.   | 3 de maig de 1971      | Roma, Itàlia                    | Terra batuda | Virginia Wade        | Lesley Turner Helen Gourlay        | 5−7, 6−2, 6−2      |
| Finalista  | 7.   | 17 de maig de 1971     | Hamburg                         | Terra batuda | Heide Schildknecht   | Rosie Casals Billie Jean King      | 2−6, 1−6           |
| Guanyadora | 3.   | 5 de juliol de 1971    | Båstad, Suècia                  | Terra batuda | Heide Schildknecht   | Ana María Arias Linda Tuero        | 6−2, 6−1           |
| Finalista  | 8.   | 19 de juliol de 1971   | Kitzbühel (2)                   | Terra batuda | Heide Schildknecht   | Rosie Casals Billie Jean King      | 2−6, 4−6           |
| Guanyadora | 4.   | 5 de juny de 1972      | Hamburg (2)                     | Terra batuda | Heide Schildknecht   | Wendy Overton Valerie Ziegenfuss   | 6−3, 2−6, 6−0      |
| Guanyadora | 5.   | 27 de novembre de 1972 | Buenos Aires, Argentina         | Terra batuda | Pam Teeguarden       | Ana María Arias Virginia Wade      | 7−5, 6−2           |
| Guanyadora | 6.   | 11 de juny de 1973     | Hamburg (3)                     | Terra batuda | Heide Schildknecht   | Kristien Kemmer Laura Rossouw      | 6−1, 6−2           |
| Finalista  | 9.   | 9 de juliol de 1973    | Düsseldorf (2)                  | Terra batuda | Heide Schildknecht   | Evonne Goolagong Janet Young       | Final no disputada |
| Guanyadora | 7.   | 16 de juliol de 1973   | Hilversum                       | Terra batuda | Betty Stöve          | Brigitte Cuypers Trudy Groenman    | 6−2, 7−6           |
| Finalista  | 10.  | 20 d'agost de 1973     | Toronto, Canadà                 | Terra batuda | Martina Navrátilová  | Evonne Goolagong Peggy Michel      | 3−6, 2−6           |
| Finalista  | 11.  | 27 de maig de 1974     | Roma                            | Terra batuda | Heide Schildknecht   | Chris Evert Olga Morozova          | Renúncia           |
| Finalista  | 12.  | 7 d'octubre de 1974    | Madrid, Espanya                 | Terra batuda | Kora Schediwy        | Lesley Charles Sue Mappin          | 2−6, retirada      |
| Guanyadora | 8.   | 18 de novembre de 1974 | Buenos Aires (2)                | Terra batuda | Katja Ebbinghaus     | Beatriz Araujo Raquel Giscafré     | 6−0, 6−1           |
| Finalista  | 13.  | 15 de desembre de 1975 | Sydney, Austràlia               | Gespa        | Heidi Eisterlehner   | Evonne Goolagong Helen Gourlay     | 3−6, 6−4, 3−6      |
| Guanyadora | 9.   | 12 d'abril de 1976     | Montecarlo, Mònaco              | Terra batuda | Katja Ebbinghaus     | Rosie Darmon Gail Sherriff         | 6−3, 7−5           |
| Finalista  | 14.  | 31 de maig de 1976     | Roland Garros, França           | Terra batuda | Kathleen Harter      | Fiorella Bonicelli Gail Sherriff   | 4−6, 6−1, 3−6      |
| Finalista  | 15.  | 15 de maig de 1978     | Hamburg (2)                     | Terra batuda | Katja Ebbinghaus     | Mima Jaušovec Virginia Ruzici      | 4−6, 7−5, 0−6      |

### Equips: 2 (0−2)
| Resultat  | Núm. | Data               | Torneig                                      | Superfície   | Equip                  | Oponents                                       | Marcador |
| --------- | ---- | ------------------ | -------------------------------------------- | ------------ | ---------------------- | ---------------------------------------------- | -------- |
| Finalista | 1.   | 15 de maig de 1966 | Copa Federació, Turí, Itàlia                 | Terra batuda | Edda Buding Helga Hosl | Carole Graebner Julie Heldman Billie Jean King | 0−3      |
| Finalista | 2.   | 24 de maig de 1970 | Copa Federació, Friburg, Alemanya Occidental | Terra batuda | Helga Hosl             | Judy Tegart Dalton Karen Krantzcke             | 0−3      |

## Trajectòria

### Individual
| Torneig | 1963 | 1964 | 1965 | 1966 | 1967 | 1968 | 1969 | 1970 | 1971 | 1972 | 1973 | 1974 | 1975 | 1976 | 1977 | 1977 | 1978 | Títols | V − D   |
| --- | ---- | ---- | ---- | ---- | ---- | ---- | ---- | ---- | ---- | ---- | ---- | ---- | ---- | ---- | ---- | ---- | ---- | ------ | ------- |
| Open d'Austràlia | A    | A    | 1R   | A    | A    | A    | A    | A    | A    | A    | A    | A    | A    | QF   | A    | A    | A    | 0 / 2  | 3 − 2   |
| Roland Garros | A    | 2R   | 1R   | 2R   | A    | A    | A    | F    | 1R   | SF   | QF   | SF   | 2R   | QF   | 3R   | 3R   | QF   | 0 / 12 | 23 − 12 |
| Wimbledon | 2R   | 3R   | 2R   | 1R   | A    | 2R   | A    | QF   | 3R   | 2R   | A    | QF   | A    | A    | 2R   | 2R   | A    | 0 / 10 | 15 − 10 |
| US Open | 2R   | A    | A    | A    | A    | A    | A    | A    | A    | A    | SF   | A    | A    | A    | A    | A    | A    | 0 / 2  | 5 − 2   |
| Llegenda: G: Guanyadora; F: Finalista; SF: Semifinalista; QF: Quarts de final; Q: Qualificació; A: Absent; RR: Round Robin |      |      |      |      |      |      |      |      |      |      |      |      |      |      |      |      |      |        |         |

### Dobles
| Torneig | 1963 | 1964 | 1965 | 1966 | 1967 | 1968 | 1969 | 1970 | 1971 | 1972 | 1973 | 1974 | 1975 | 1976 | 1977 | 1977 | 1978 | Títols | V − D  |
| --- | ---- | ---- | ---- | ---- | ---- | ---- | ---- | ---- | ---- | ---- | ---- | ---- | ---- | ---- | ---- | ---- | ---- | ------ | ------ |
| Open d'Austràlia | A    | A    | 1R   | A    | A    | A    | A    | A    | A    | A    | A    | A    | A    | 2R   | A    | A    | A    | 0 / 2  | 1 − 2  |
| Roland Garros | A    | 2R   | 2R   | A    | A    | A    | A    | QF   | A    | QF   | QF   | QF   | A    | F    | 2R   | 2R   | 1R   | 0 / 9  | 20 − 9 |
| Wimbledon | 3R   | 3R   | A    | 1R   | A    | QF   | A    | 2R   | QF   | A    | A    | A    | A    | A    | A    | A    | A    | 0 / 6  | 11 − 6 |
| US Open | A    | A    | A    | A    | A    | A    | A    | A    | A    | A    | A    | A    | A    | A    | A    | A    | A    | 0 / 0  | 0 − 0  |
| Llegenda: G: Guanyadora; F: Finalista; SF: Semifinalista; QF: Quarts de final; Q: Qualificació; A: Absent; RR: Round Robin |      |      |      |      |      |      |      |      |      |      |      |      |      |      |      |      |      |        |        |